# Paul Kaufmann (Theologe)
Paul Kaufmann (* 25. Januar 1890 in Goldap; † 21. April 1982 im Kloster Altenberg) war ein deutscher evangelischer Theologe.

## Leben
Kaufmann studierte Evangelische Theologie an der Albertus-Universität Königsberg. Nachdem er am Ersten Weltkrieg teilgenommen hatte, wurde er am 29. Mai 1921 in der Schlosskirche in Königsberg ordiniert. Seit 1923 war er Geschäftsführer des Ostpreußischen Provinzial-Vereins für Innere Mission. In dieser Funktion sorgte er dafür, dass die Anstalten der Inneren Mission nach 1933 unangetastet blieben. Im Jahr 1933 wurde er zum stellvertretenden Vorstandsvorsitzenden des Diakonissen-Mutterhauses Bethanien in Lötzen ernannt und übernahm faktisch die Leitung anstelle des Vorsitzenden, Provinzialbischof Fritz Kessel. Während benachbarte Einrichtungen in Angerburg und Carlshof bei Rastenburg durch die Nationalsozialisten in ihrer Arbeit behindert und zuletzt beschlagnahmt wurden, konnte Kaufmann den Bestand von Lötzen nicht nur sichern, sondern mit dem Ausbau einer Kinderklinik und des Masurischen Feierabendhauses (Altersheim) sogar noch erweitern.
Nach der Schlacht um Ostpreußen und der Eroberung Königsbergs durch die Rote Armee blieb Kaufmann in der zerstörten Stadt. Erst 1948 erhielt er die Genehmigung zur Ausreise und kam nach Berlin, wo er für die Innere Mission arbeitete. 1950 wurde er Landespfarrer der Evangelischen Kirche der Union in Beienrode (Königslutter), dem Asylzentrum der Ostpreußischen Kirche. Nach dem Tode von Pfarrer Friedrich Stachowitz  wurde er 1951 Vorsteher des Königsberger Diakonissen-Mutterhauses in Berlin, später in Altenberg bei Wetzlar.
Kaufmann blieb nach dem Krieg zunächst noch Vorsitzender des Diakonissen-Mutterhauses Bethanien, das seinen Sitz 1948 nach Hamburg und 1950 nach Quakenbrück verlegte. 1955 ließ er sich vom Vorsitz entbinden. Sein Nachfolger wurde Adolf Wischmann.

## Schriften
- Der Weg des Diakonissen-Mutterhauses der Barmherzigkeit von Königsberg, Preussen nach Altenberg bei Wetzlar. Wetzlar/Lahn: Königsberger Diakonissen-Mutterhaus der Barmherzigkeit auf Altenberg, 1976.

## Ehrungen
- Titel eines Kirchenrats
- Bundesverdienstkreuz am Bande (27. Mai 1959)[3]